# Bisdom Port Harcourt
Het bisdom Port Harcourt (Latijn: Dioecesis Portus Harcurtensis) is een rooms-katholiek bisdom met als zetel Port Harcourt, de hoofdstad van de staat Rivers in Nigeria. Het bisdom is suffragaan aan het aartsbisdom Calabar.

## Geschiedenis
Het bisdom werd opgericht op 16 mei 1961, uit het bisdom Owerri. 
Op 17 maart 1991 verloor het gebied bij de oprichting van de missio sui iuris Bomadi

## Parochies
In 2019 telde het bisdom 143 parochies. Het bisdom had in 2019 een oppervlakte van 10.500 km2 en telde 5.998.895 inwoners waarvan 19,1% rooms-katholiek was.

## Bisschoppen
- Godfrey Mary Paul Okoye (16 mei 1961 - 7 maart 1970)
  - Edmund Joseph Fitzgibbon (administrator: 20 november 1975 - 31 augustus 1991)
- Alexius Obabu Makozi (31 augustus 1991 - 4 mei 2009)
- Camillus Archibong Etokudoh (4 mei 2009 - heden)
  - Patrick S. Eluke (hulpbisschop: 12 februari 2019 - heden)

Calabar (aartsbisdom) · Ikot Ekpene · Ogoja · Port Harcourt · Uyo